# 卢皮亚克
卢皮亚克（法語：Loupiac，法語發音：[lupjak]）是法国吉伦特省的一个市镇，属于朗贡区。

## 地理
卢皮亚克（44°37'40"N, 0°17'53"W）面积9.57 平方千米，位于法国新阿基坦大区吉倫特省，该省份为法国西南部沿海省份，是法國本土面积最大的省，北起滨海夏朗德省，西临大西洋，南至朗德省，东南接洛特-加龍省，东临多爾多涅省。
与卢皮亚克接壤的市镇（或旧市镇、城区）包括：奥梅、巴尔萨克、加龙河畔卡迪亚克、栋扎克、加巴尔纳克、蒙普兰布朗、圣克鲁瓦迪蒙。

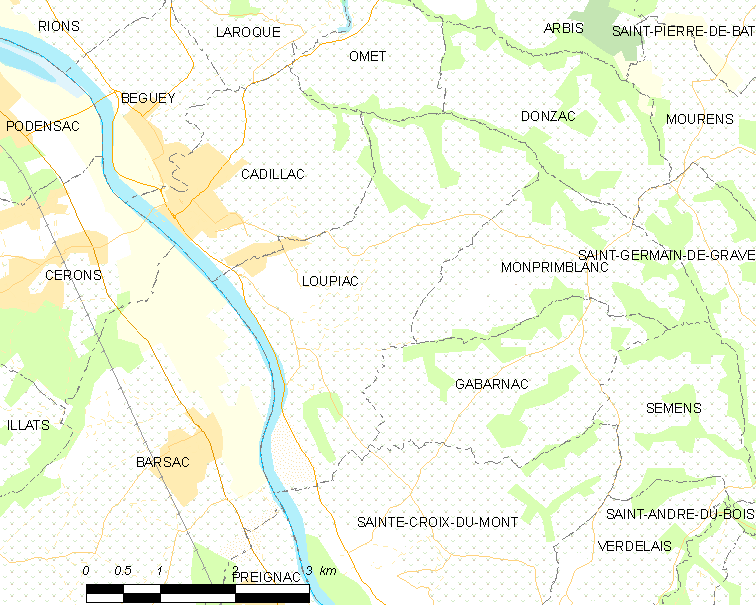
卢皮亚克的OSM定位图

卢皮亚克的时区为UTC+01:00、UTC+02:00（夏令时）。

## 行政
卢皮亚克的邮政编码为33410，INSEE市镇编码为33253。

## 政治
卢皮亚克所属的省级选区为海间县。

## 人口

1962-2008年间卢皮亚克人口变化图示

卢皮亚克于2022年1月1日时的人口数量为1087人。